# 村上聡
村上 聡（むらかみ さとる、1994年12月6日 - ）は、日本の男性声優。千葉県出身。フリーランス。
プロダクション・エースに所属していた同表記の声優（読みは、むらかみ さとし）とは別人。

## 略歴
「Animelo Summer Live 2009」で宮野真守のステージを見た時に声優業を調べ、のめり込んだことがきっかけで声優を志す。
2015年、東京アニメ・声優専門学校を卒業後、マウスプロモーション付属俳優養成所に入所。2017年マウスプロモーション所属。
2025年、フリーランスとなる。

## 人物
趣味・特技として料理、卓球、殺陣、ビリヤードをそれぞれ挙げている。

## 出演

### テレビアニメ
2016年
- 一人之下 the outcast（ゾンビC）

2017年
- アトム ザ・ビギニング（観客2、客B、山田とゆかいな仲間たち4）
- アイカツスターズ!（2017年 - 2018年、配達員、AD、記者、スタッフ、業者）
- 十二大戦（傭兵C、男子生徒、心療内科医、C国リーダー、男子生徒達）
- アニメガタリズ（男子生徒、学生、野球部部長、テニス部員）
- 天使の3P!（男子B、サラリーマン風の男性、金田、高校男子B、男〈音響係〉）

2018年
- 三ツ星カラーズ（カップル男、就活生）
- Fate/EXTRA Last Encore（チェス部部長）
- 魔法少女サイト（サラリーマンA、生徒A、スタッフA、TVレポーター）
- アイカツフレンズ!（2018年 - 2019年、スタッフ、テレビクルー、佐渡助監督、黒子） - 2シリーズ
- 宇宙戦艦ティラミス（パイロットB、研究員）
- ジョジョの奇妙な冒険 黄金の風（少年）
- イナズマイレブン オリオンの刻印（イ・スンジン）

2019年
- 風が強く吹いている（大学生B、通行人）
- 川柳少女（男子E、遊園地の人々、警官）
- どろろ（手下H）
- アイカツオンパレード!（スタッフ、黒子〈大〉）

2020年
- 大人にゃ恋の仕方がわからねぇ!（三井はじめ、池山まさき）

2022年
- フットサルボーイズ!!!!!（久我巧生）
- 3秒後、野獣。〜合コンで隅にいた彼は肉食でした（伊藤、大学生B）
- 弱虫ペダル LIMIT BREAK（観客）

### OVA
- 岸辺露伴は動かない『ザ・ラン』（2020年、ジム係員）

### Webアニメ
- マウスどうぶつえん（2018年 - 、ミーアキャットのさとる）
- マウスどうぶつえん名作劇場（2020年、ミーアキャットのさとる）

### ゲーム
2016年
- ゲス恋?リア充?理性崩壊…!禁断のチャット型恋愛ゲームアプリ（佐伯一馬）

2017年
- 天華百剣-斬-（古島冬馬）
- トリックスター 召喚士になりたい（レオナード）

2018年
- 美容師デビュー物語 トップスタイリストをめざそう！（しらかわゆうた）
- 空と海が、ふれあう彼方（二ノ宮漁太）
- 相剋のエルシオン 光と闇の輪廻（ニック）
- 世界樹の迷宮X
- キングスレイド（クロウ）

2019年
- ファイアーエムブレム 風花雪月（カスパル＝フォン＝ベルグリーズ）
- なむあみだ仏っ!-蓮台 UTENA- (金剛嬉菩薩、月天子)
- 熱血硬派くにおくん外伝 イカすぜ!小林さん（くにお）

2020年
- 文豪とアルケミスト（ハワード・P・ラヴクラフト）
- ファイナルファンタジーVII リメイク
- キャプテン翼 RISE OF NEW CHAMPIONS（プレイヤーキャラクター）

2021年
- フットサルボーイズ!!!!! ハイファイリーグ（久我巧生）
- ファイアーエムブレム ヒーローズ（2021年 - 2024年、サレフ、カスパル）
- Food Fantasy-フードファンタジー（貝柱）

2022年
- ファイアーエムブレム無双 風花雪月（カスパル＝フォン＝ベルグリーズ）

2024年
- メタファー：リファンタジオ

### ドラマCD
- 軍靴のバルツァー（パウル・ブライトナー[20]）※コミックス第11巻ドラマCD付き限定版
- MAUSU THEATER

### オーディオブック
- 億男（2017年、支店長）
- 羊と鋼の森（2018年、朗読）
- 静かな雨（2019年、朗読）

## ディスコグラフィ

### キャラクターソング
| 発売日       | 商品名                                           | 歌 | 楽曲                 | 備考                                                     |
| ------------ | ------------------------------------------------ | --- | -------------------- | -------------------------------------------------------- |
| 2022年2月9日 | フットサルボーイズ!!!!! プレイヤーソングアルバム | フットサルボーイズ!!! | 「Higher Goals」     | ゲーム『フットサルボーイズ!!!!! ハイファイリーグ』主題歌 |
| 2022年2月9日 | フットサルボーイズ!!!!! プレイヤーソングアルバム | 樫良木ルイ（峯田大夢）、結城心（新井雄也）、久我巧生（村上聡）、花山院快斗（馬場惇平）、京極聖（宮瀬尚也）、二葉ともえ（山本智哉） | 「Grab for victory」 | 『フットサルボーイズ!!!!!』関連曲                        |

### ユニットメンバー
1. ↑  大和晴（高良崚太）、榊星一郎（石森周斗）、月丘柊依（吉原康平）、幸永椿貴（山口諒太郎）、南雲竜（古田一紀）、天門泰雅（坂井易直）、樫良木ルイ（峯田大夢）、結城心（新井雄也）、久我巧生（村上聡）、花山院快斗（馬場惇平）、京極聖（宮瀬尚也）、二葉ともえ（山本智哉）、昂守希（佐久間貴生）、十河夏輝（千葉瑞己）、相庭京介（浦和希）、花村理央（多田啓太）、鞍馬雪丸（上村源）、桐生蓮（TAKA）、白河瞬（岡延明）、橘藤吾（大海将一郎）、今園彩人（森永彩斗）、水無瀬亜佐（菊池勇成）、秋月奏夜（津田拓也）、朝比奈碧（奥山敬人）、天王寺刻成（川島慶嗣）、世良龍太朗（下川草介）、水無瀬涼佑（石井孝英）、ガルシア・エミリオ（小塚亮輔）、蓮美朔（木津つばさ）